# ICC World Twenty20 2009
ICC World Twenty20 2009 er en turnering i Twenty20 International cricket, der fandt sted i England i juni 2009. Det var den anden ICC World Twenty20 turnering i historien.